# Speckmannshof
Speckmannshof ist ein in der Oberpfalz gelegenes Dorf, das ein Gemeindeteil von Amberg ist.

## Lage
Der Ort befindet sich in der Region Oberpfälzer Jura und liegt in der nach Karmensölden benannten Gemarkung. Speckmannshof selbst ist einer von 23 Ortsteilen der kreisfreien Stadt Amberg. Die Ortsmitte der Kernstadt liegt drei Kilometer entfernt und Ursensollen sieben Kilometer.

## Verkehr
Die Bundesstraße 85 verläuft einen halben Kilometer nordöstlich des Ortes und die Bundesstraße 299 südöstlich davon.

## Kultur und Sehenswürdigkeiten

### Bauwerke
Im Ortsbereich von Speckmannshof gibt es mit einem Bildstock und einem Bauernhof zwei denkmalgeschützte Bauwerke.